# Колсаноя
Колсаноя — река в Мурманской области России. Протекает по территории Кандалакшского района. Левый приток реки Куолайоки.
Длина реки составляет 16 км. Площадь бассейна 35,2 км².
Берёт начало на северном склоне горы Айристунтури. Протекает по лесной болотистой местности в северо-западном направлении. Впадает в Куолайоки близ села Куолаярви в 3 км выше по течению. Населённых пунктов на реке нет. Через Колсаною рядом с устьем перекинут автомобильный мост на автодороге Алакуртти— Куолаярви.

## Данные водного реестра
По данным государственного водного реестра России относится к Баренцево-Беломорскому бассейновому округу, водохозяйственный участок реки — Тенниёйоки.
Код объекта в государственном водном реестре — 02020020012102000007926.